# Images and Words: Live in Tokyo
Images and Words: Live in Tokyo es el primer vídeo (home video) de la banda de metal progresivo Dream Theater. Contiene la mayor parte de la actuación de la banda en su espectáctulo del 26 de agosto de 1993 en el Nakano Sun Plaza en Tokio, Japón. También se incluyen los vídeos musicales de los temas Pull Me Under, Take the Time y Another Day, de su álbum de 1992: Images and Words, así como entrevistas y un cándido 'detrás de cámaras'.
En el 2004, Images and Words: Live in Tokyo fue relanzado como el Disco 1 del set de dos DVD Live in Tokyo / 5 Years in a LIVEtime. Una pista de comentarios hechos por miembros de la banda fue incluido en el DVD.

## Contenido
- Arrival
- Under A Glass Moon (live)
- The making of Pull Me Under
- Pull Me Under (video)
- The making of Take The Time
- Take the Time (video)
- Kimonos and Tapes That Are Too Big
- The Condoms of Dream Theater
- The Interview
- Wait for Sleep (live)
- Surrounded (live)
- The Ytse Jam/Drum Solo (live)
- Balls and Chunk Are Where It's At
- Another Day (video)
- (To Live) Forever/Barf Bag (live)
- A Fortune In Lies (live)
- Mike Crosses the Abbey Road
- Pup/Take The Time (live)
- Take The Time by Galactic Cowboys
- Take The Time by Sebastian Bach
- Breast Signing
- Pull Me Under (live)

## Intérpretes
- James LaBrie – Voz
- John Myung – Bajo
- John Petrucci – Guitarras
- Mike Portnoy – Baterías
- Kevin Moore – Teclados

## Trivia
- El videoclip musical de Pull me under recibió bastante apoyo de MTV en su momento. Sin embargo, Mike Portnoy ha declarado no quiere hacer más videoclips de Dream Theater porque no siente que la banda encaje en ese perfil de "vídeoclips" o "sencillos", y que se preocupa más por el desarrollo de los álbumes y las giras como fundamento para sostener la carrera de la banda.

- Datos: Q373258